# عبد الله بن أبي أوفى
عبد الله بن أبي أوفى واسم أبي أوفى: علقمة بن خالد بن الحارث بن أبي أسيد بن رفاعة بن ثعلبة بن هوزان بن أسلم الأسلمي. يكنى أبا معاوية. وقيل: أبو إبراهيم. وقيل: أبو محمد.
شهد الحديبية، وبايع بيعة الرضوان، وشهد خيبر وما بعدها من المشاهد، ولم يزل بالمدينة حتى قُبض رسول الله ، ثم تحول إلى الكوفة، وهو آخر من بقي بالكوفة من أصحاب النبي .
روى أحمد بن حنبل، عن يزيد بن هارون، عن إسماعيل بن أبي خالد قال: رأيت على ساعد عبد الله بن أبي أوفى ضربة، فقلت: ما هذه? قال: ضربتها يوم حنين. فقلت: أشهدت معه حنيناً? قال: نعم، وقبل ذلك. روى عنه عمرو بن مرة الجملي أنه قال:كان أصحاب الشجرة ألفاً وأربعمائة، وكانت أسلم ثُمن المهاجرين يومئذ.
روى عنه إسماعيل بن أبي خالد، والشعبي، وعبد المالك بن عميرن، وأبو إسحاق الشيباني، والحكم بن عتيبة، وسلمة بن كهيل، وعطاء بن السائب وغيرهم.
أخبرنا إبراهيم بن محمد الفقيه وغيره بإسنادهم إلى أبي عيسى الترمذي قال: حدثنا أحمد بن منيع، حدثنا سفيان، عن أبي يعفور العبدي، عن عبد الله بن أبي أوفى. أنه سئل عن الجراد. فقال: غزوت مع رسول الله  ست غزوات نأكل الجراد. كذا رواه سفيان بن عيينة، ورواه الثوري عن أبي يعفور قال: سبع غزوات.
وأخبرنا أبو عبد الله بن محمد بن سرايا بن علي الفقيه البلدي، وغير واحد قالوا بإسنادهم إلى محمد بن إسماعيل الجعفي قال: حدثنا عبد الله بن محمد، حدثنا معاوية بن عمرو، حدثنا أبو إسحاق، عن موسى بن عقبة، عن سالم أبي النضر، مولى عمر بن عبيد الله، وكان كاتبه، قال: كتب إليه عبد الله بن أبي أوفى أن رسول الله  قال: «اعلم أن الجنة تحت ظلال السيوف».

## وفاة
توفي عبد الله بن أبي أوفى بالكوفة سنة ست وثمانين، وقيل: سبع وثمانين، بعد ما كفّ بصره، وكان يصبغ رأسه ولحيته بالحناء، وكان له ضفيرتان.
أخرجه الثلاثة.